# JNode
JNode es un sistema operativo totalmente hecho en Java, a excepción de una mínima cantidad de código en assembler, que busca crear un sistema sencillo en el cual cualquier aplicación desarrollada en java pueda correr en forma rápida y segura.
JNode fue anunciado al público en mayo de 2003 por su creador Ewout Prangsma. Antes de lograr el objetivo de la primera versión de JNode, Ewout logró desarrollar un sistema al que llamaba JBS (Java Bootable System), el cual llegó a ser más o menos funcional, pero tenía demasiado código nativo (C y assembler) como para considerarlo un éxito. Por lo que continuó trabajando, para luego pasar al JBS2, y finalmente terminar con la primera versión de JNode, la cual tenía un objetivo claro, el no utilizar código en lenguaje C, y solo un poco en lenguaje assembly.